# Paul Soleillet

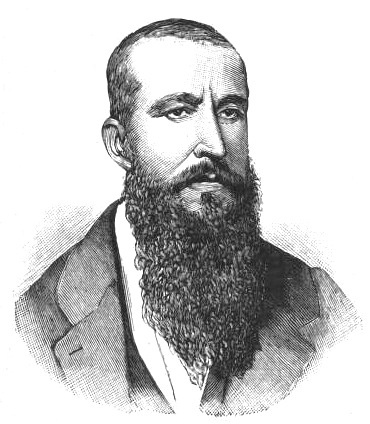
Paul Soleillet

Paul Soleillet (* 29. April 1842 in Nîmes; † 10. September 1886 in Aden) war französischer Abenteurer und Afrikareisender.
Soleillet bereiste 1865/1866 Algerien, Tunesien und Tripolitanien, durchzog dann 1871 die algerische Sahara und war einer der bekanntesten Fürsprecher der transsaharischen Eisenbahn. 1873 unternahm er im Auftrag der Handelskammern von Marseilles und Algier eine Reise nach Tuat auf einer von Europäern noch nicht begangenen Route, durfte aber die Oasen selbst nicht betreten und kehrte 1874 nach Frankreich zurück, wo er als eifriger Propagandist einer verstärkten Expansion des französischen Kolonialreiches in die Sahara hinein auftrat.
1878 reiste Soleillet über Senegambien nach Ségou am Niger und versuchte 1879 nach seiner Rückkehr im Auftrag der französischen Regierung unter Staatspräsident Jules Grévy von St. Louis nach Timbuktu vorzudringen, wurde aber bei Schingit auf Betreiben des französischen Gouverneurs ausgeplündert und war schon im Mai 1880 wieder in Paris. Im Juli desselben Jahres versuchte er von St. Louis aus erneut vergeblich, nach Timbuktu zu gelangen.
Im Auftrag einer französischen Handelsgesellschaft in Obok führte Soleillet 1882 eine kleine Expedition über Schoa nach Kaffa und wollte sich abermals nach Schoa zu begeben, als er am 10. September 1886 im Alter von 44 Jahren in Aden starb.
Die Bedeutung Soleillets als Afrikaforscher wurde im 19. Jahrhundert stark überschätzt. Er hatte gute Beziehungen zur kolonialfreundlichen Presse, die ihn zeitweise zu einer Art französischen Stanley hochstilisierte. Tatsächlich trug er trotz des hochtrabenden Titels seines ersten Buches (übers.: Die Erforschung der Sahara) nichts zur Erweiterung des Wissens über die Sahara bei. Es scheint sogar, dass bestimmte Passagen seiner Reiseschilderungen nicht auf eigener Anschauung, sondern auf der phantasievollen Umformulierung von Berichten früherer Reisender bzw. auf den von Karawanenführern gesammelten Berichten basieren. Seine Behauptung, er sei bis in die Region Adrar im Grenzgebiet zwischen dem heutigen Mauretanien und dem Norden des heutigen Mali gelangt, also nur noch „wenige“ Tagereisen von Timbuktu entfernt, beruht offenbar nicht auf Tatsachen. Jedenfalls ist aber die Schaffung der französischen Kolonie Obok am Golf von Aden sein Verdienst.

## Werke
- Exploration du Sahara (1876)
- L'avenir de la France en Afrique (1876)
- L'Afrique occidentale (1877)
- Les voyages et découvertes de Paul Soleillet, etc.. Racontés par lui-même (1881)
- Voyage en Éthiopie 1882–1884 (1886)
- Obock, le Choa, le Kaffa (1886)
- Voyage a Ségou 1878–79 (zusammen mit Gabriel Gravier, 1887)